# 英邁
英邁公司（英語：Ingram Micro Inc.），在1979年，由Geza Czige and Lorraine Mecca這兩名教師創立。總部位於加州爾灣 (Irvine, California)。而業務在全球經營IT产品及服务的分销。

## 历史
2016年2月18日，海航集團旗下天海投資以60億美元或每股38.9美元，收購該公司全數股份，完成後將會併入天海投資財務報表。
2019年8月26日，海航集團旗下天海投資以40億美元出售英邁的可換股債券給前高盛合夥人牽頭成立的RRJ Capital，行使後可換取英邁近50%股權。

## 連結
- ingrammicro.com （页面存档备份，存于）